# راي شامبرز
راي شامبرز (بالإنجليزية: Ray Chambers)‏ هو شخصية أعمال أمريكي، ولد في 7 أغسطس 1942.